# Palaeomolgophis
Palaeomolgophis scoticus es una especie extinta de lepospóndilo que vivió a finales del período Carbonífero en lo que hoy es Escocia. P. scoticus fue nombrado por Brough (1967), siendo asignado por Carroll (1988) al grupo Adelogyrinidae.